# Міраж

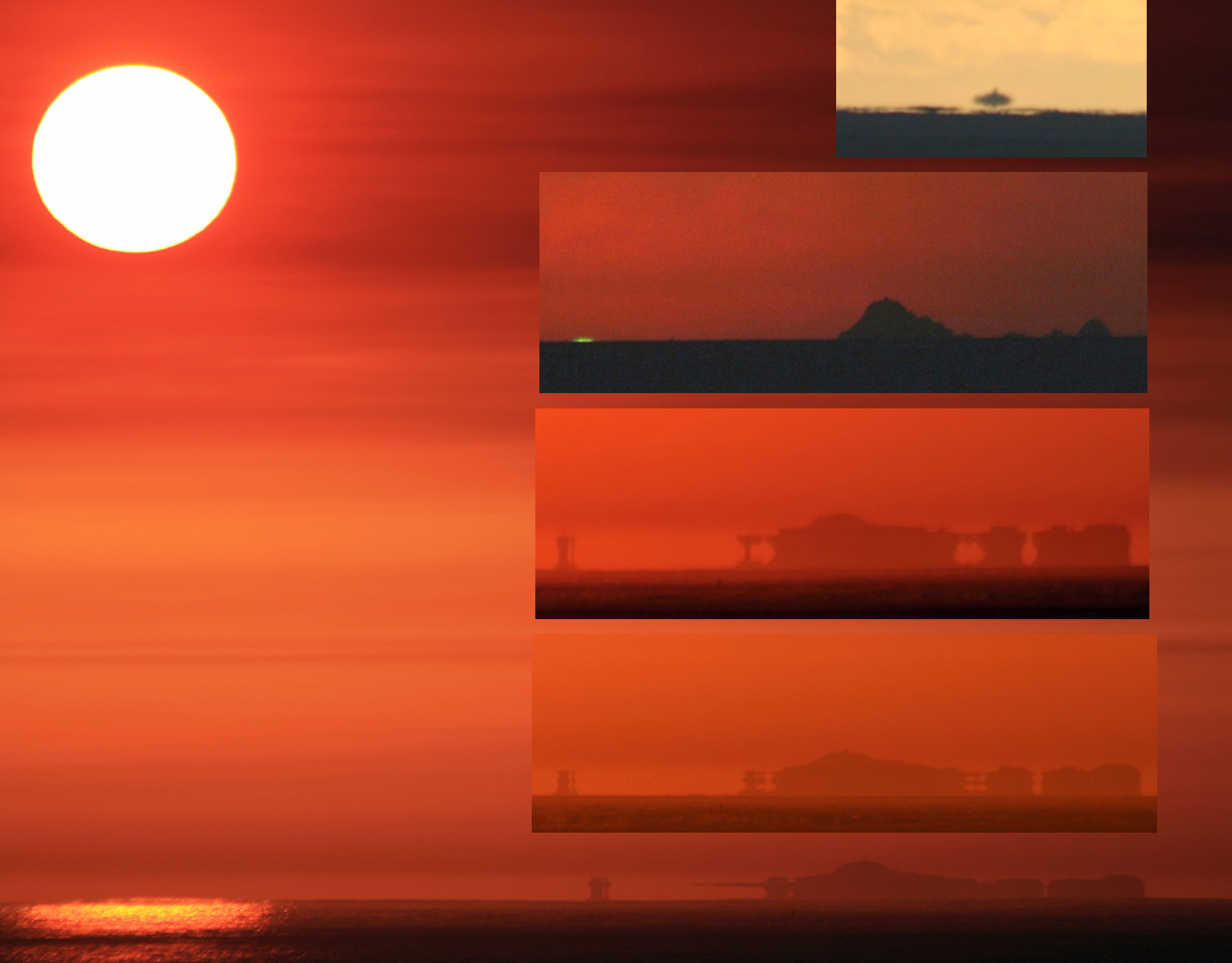
Різні види міражів в одному місці сфотографовані протягом шести хвилин, показані не в хронологічному порядку. Найвищий кадр показує нижній міраж на островах Фараллон. Другий кадр — зелений промінь зліва на островах Фараллон. Два нижніх кадри та головний кадр показують верхні міражі на островах Фараллон. У цих трьох кадрах верхні міражі розвиваються від потрійного міражу (оберненого зображення між двома вертикальними) до міражу з п'яти частин, а потім назад до подвійного міражу. Такий прояв відповідає ознакам фата-моргана. Всі кадри, крім верхнього, були сфотографовані з 15-20 метрів над рівнем моря. Верхній кадр сфотографували на висоті рівня моря.

Марево або міраж (фр. mirage від лат. mirare — приблизний переклад: «поглянь на дивовижу») — явище аномальної рефракції світла в атмосфері, при якому крім предметів в їхньому дійсному положенні, з'являються також їхні уявні зображення, які є результатом внутрішнього відбиття в атмосфері.
Існують регіони, де міражі через особливості рельєфу і циркуляції повітря спостерігаються частіше, ніж в інших місцях, перш за все — в пустелях.

## Механізм утворення

Схема утворення міражів різних видів

Утворення міражів пояснюється тим, що промені світла заломлюються при переході з одного середовища в інше. Зокрема міражі виникають при переході між шарами повітря, що мають різну температуру та відповідно густину, і достатньо різку межу. В результаті заломлення променів далекі об'єкти виглядають зміщеними, або видно їхні віддзеркалення. Для утворення міражу в природі обов'язковою умовою є чисте небо та яскраве освітлення від сонця або місяця.

## Історія досліджень
Перші наукові пояснення явища пов'язані з єгипетським (1799 р.) походом Наполеона Бонапарта. Було зафіксовано, що вдень, коли сонце починало зігрівати земну поверхню, вона починала здаватися затопленою, а села виглядали острівцями серед безмежного озера. Під кожним з них видно було його дзеркальне зображення, а доповнювало ілюзію відображення небосхилу.
Один з учасників експедиції, Гаспар Монж, припустив, що за відсутності вітру шар повітря біля поверхні землі сильно прогрівається. У міру віддалення від поверхні його температура різко падає, часом — до 30 градусів на сантиметр. А чим вища температура, тим менший показник заломлення повітря. Таким чином біля самої землі повітря заломлює світло слабше, ніж на висоті кілька сантиметрів від неї. Через це світло в повітрі поширюється не прямолінійно, а за кривою лінією.
Як зауважив Яків Перельман, для утворення міражу промінь світла має входити у повітряні шари дуже полого.

## Класифікація

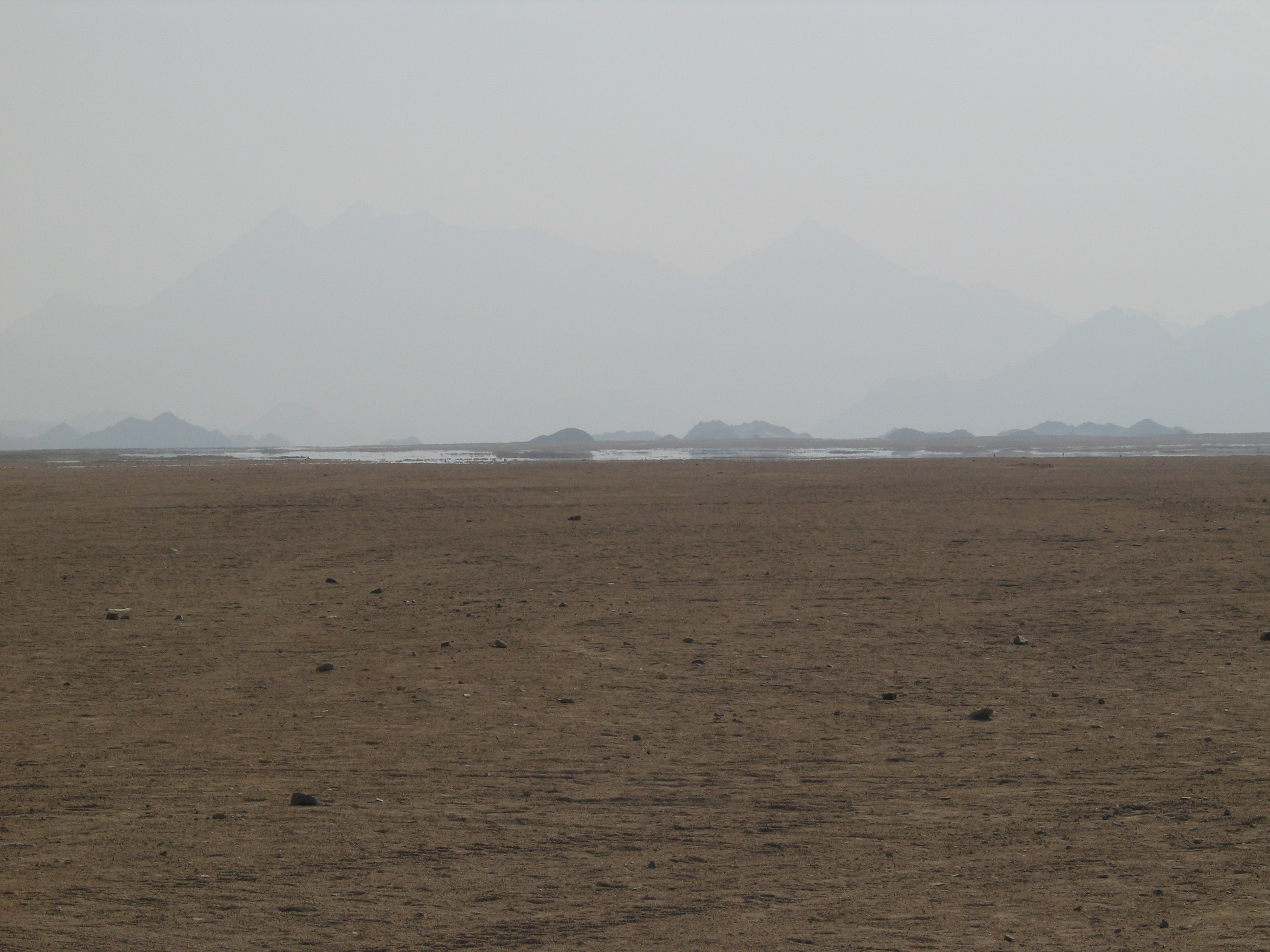
Нижній міраж (сприймається як дзеркальна гладінь води) в Аравійській пустелі

Марево поділяється на нижнє (видиме під об'єктом), верхнє (над об'єктом), і бічне. Поєднання кількох видів зветься фата-моргана. Як особливі види виділяються нічні міражі та особливо відомі, наприклад, «Летючий голландець».

### Нижній міраж
Спостерігається при дуже великому вертикальному градієнті температури (зниженні її з висотою) над перегрітою рівною поверхнею: часто пустелею або асфальтованою дорогою. Сонячні промені нагрівають поверхню, від якої нагрівається нижній шар повітря. Він у свою чергу спрямовується вгору, замінюючись новим, який нагрівається і так само прямує вгору. Світлові промені завжди викривляються від теплих шарів у бік холодніших.
Зображення неба за нижнього міража створює ілюзію води на поверхні. Тому дорога, що йде вдалину в спекотній літній день, здається мокрою.

### Верхній міраж

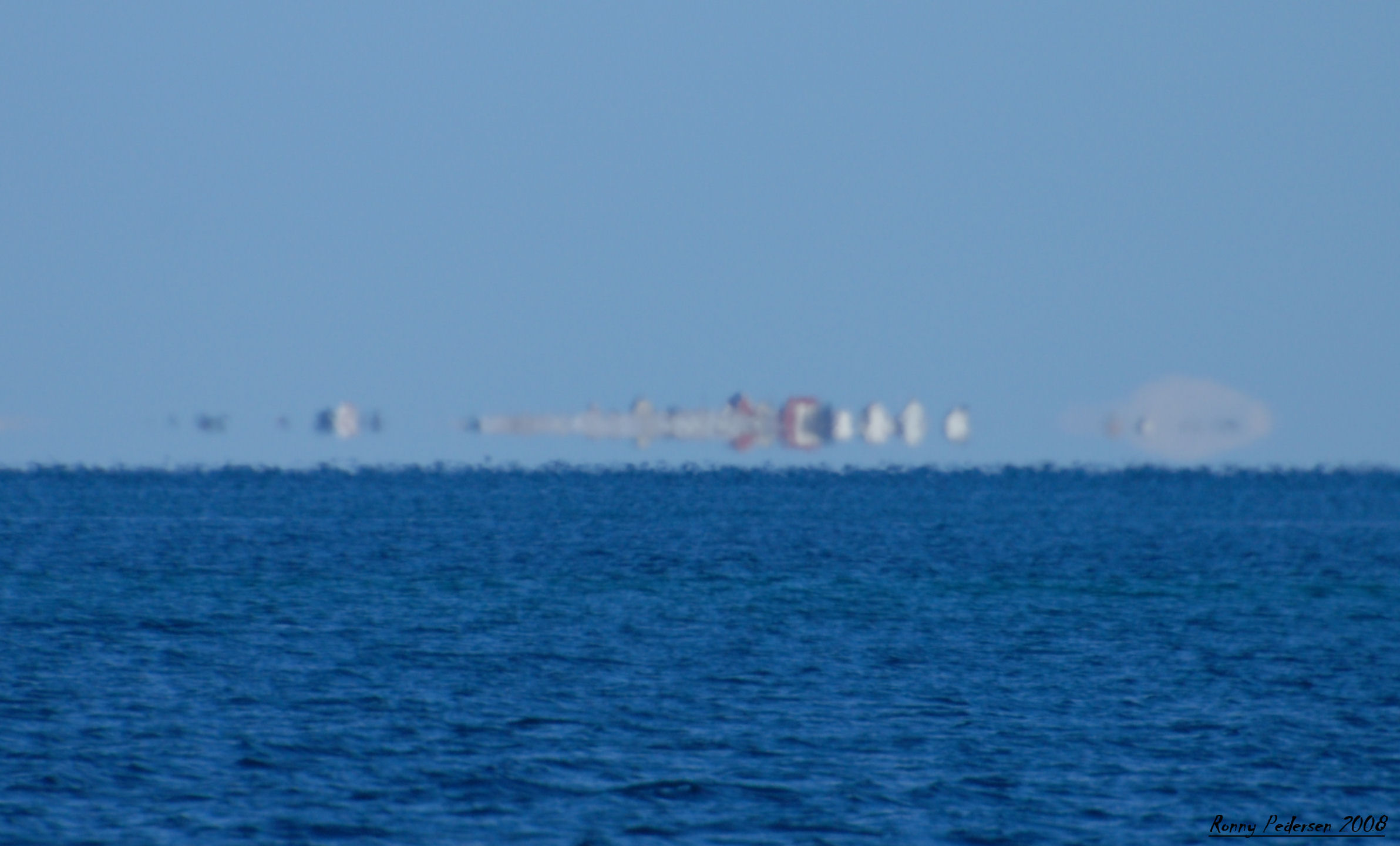
Верхній міраж далекого берега над поверхнею води

Верхній міраж або міраж дальнього виду спостерігається над холодною земною поверхнею при інверсійному розподілі температури (температура повітря зростає з підвищенням висоти). Промені світла, що йдуть від предметів на Землі, дугоподібно викривляються і повертаються вниз. За таких умов можна побачити предмети за горизонтом. Зображення може бути перевернутим і сприйматися як зависле в повітрі. Нерідко такі міражі бувають подвійними, коли одночасно спостерігаються пряме й перевернуте зображення.
Верхній міраж трапляється в цілому рідше, ніж нижній, але частіше буває стабільнішим, оскільки холодне повітря не має тенденції рухатися вгору, а тепле — вниз.

### Бічний міраж
Цей вид міражів виникає, коли шари повітря однакової щільності розташовуються в атмосфері не горизонтально, а похило чи вертикально. Такі умови можуть створюватися біля нагрітих стін, скель.

### Фата-моргана

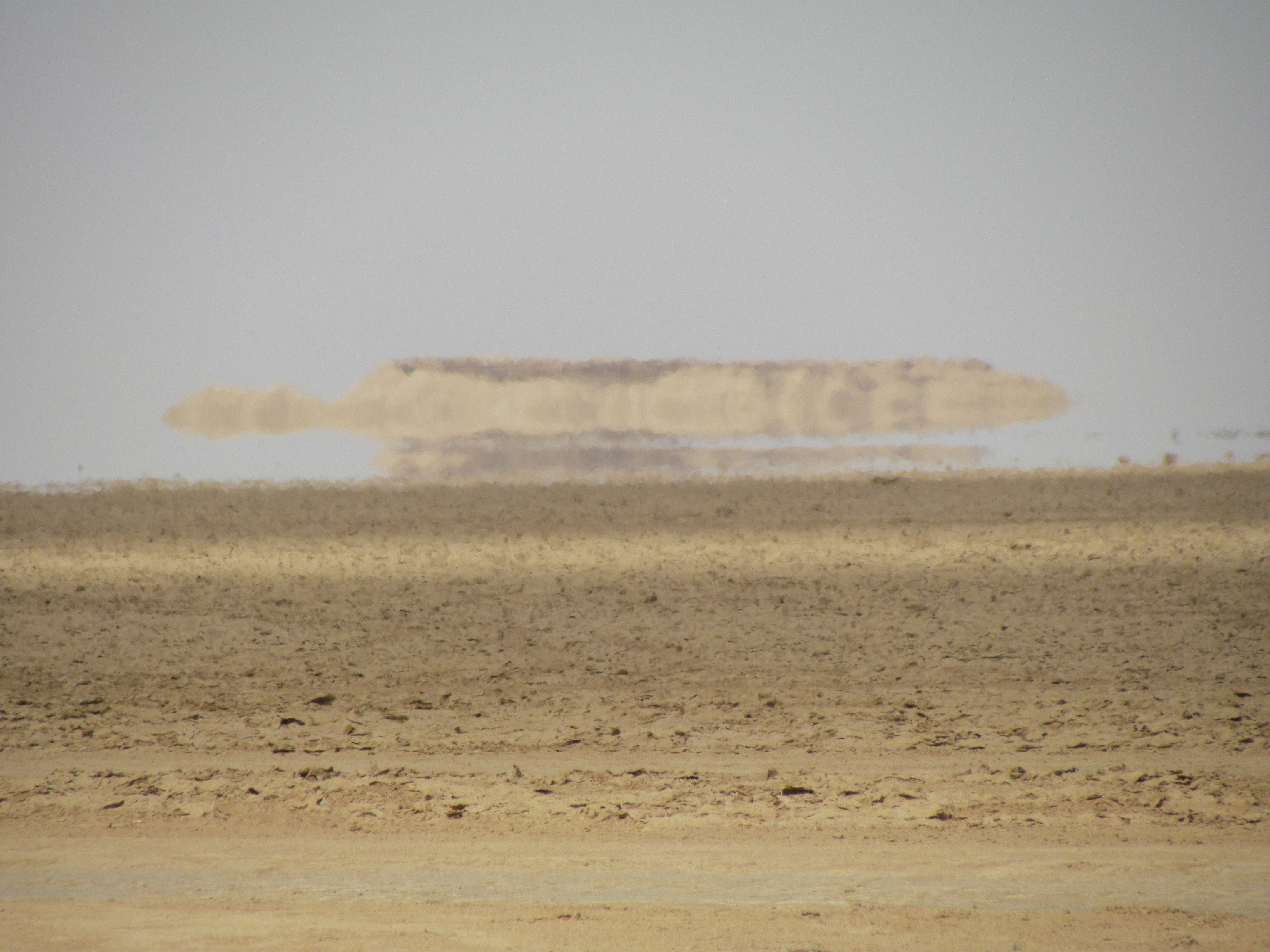
Фата-моргана в пустелі

Фата-моргана — оптичне явище в атмосфері, що складається з декількох форм міражів. При цьому віддалені предмети видно багаторазово і з різноманітними викривленнями, змінами розміру. Для виникнення такого міражу залежність температури від висоти має бути непостійною, температура місцями то зростає з висотою, то зменшується.
Свою назву цей вид міражів отримав від міфічної чаклунки Моргани, яка обманювала мандрівників примарними видіннями.